# Garum

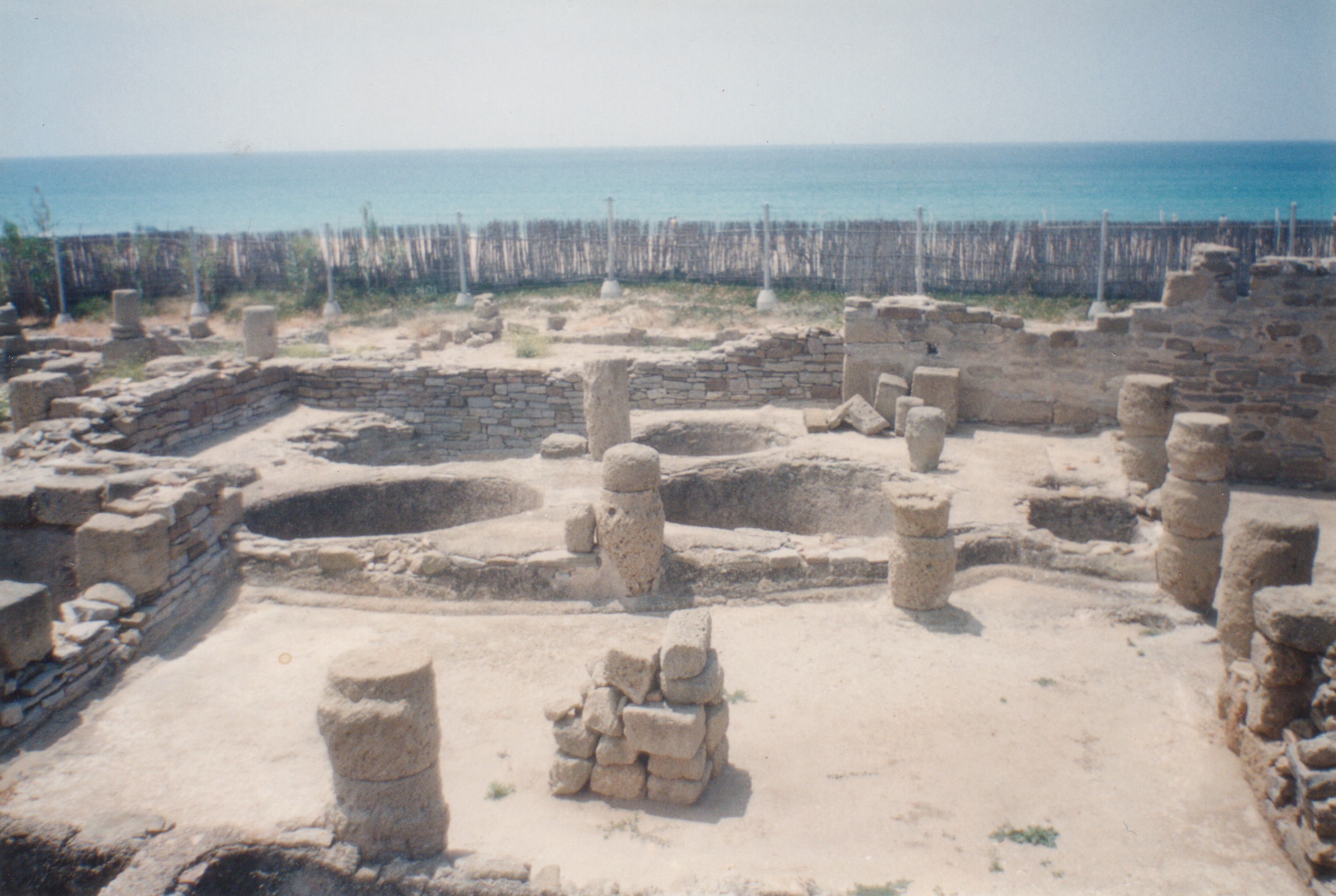
Garumfabriek in Baelo Claudia (Zuid-Spanje)

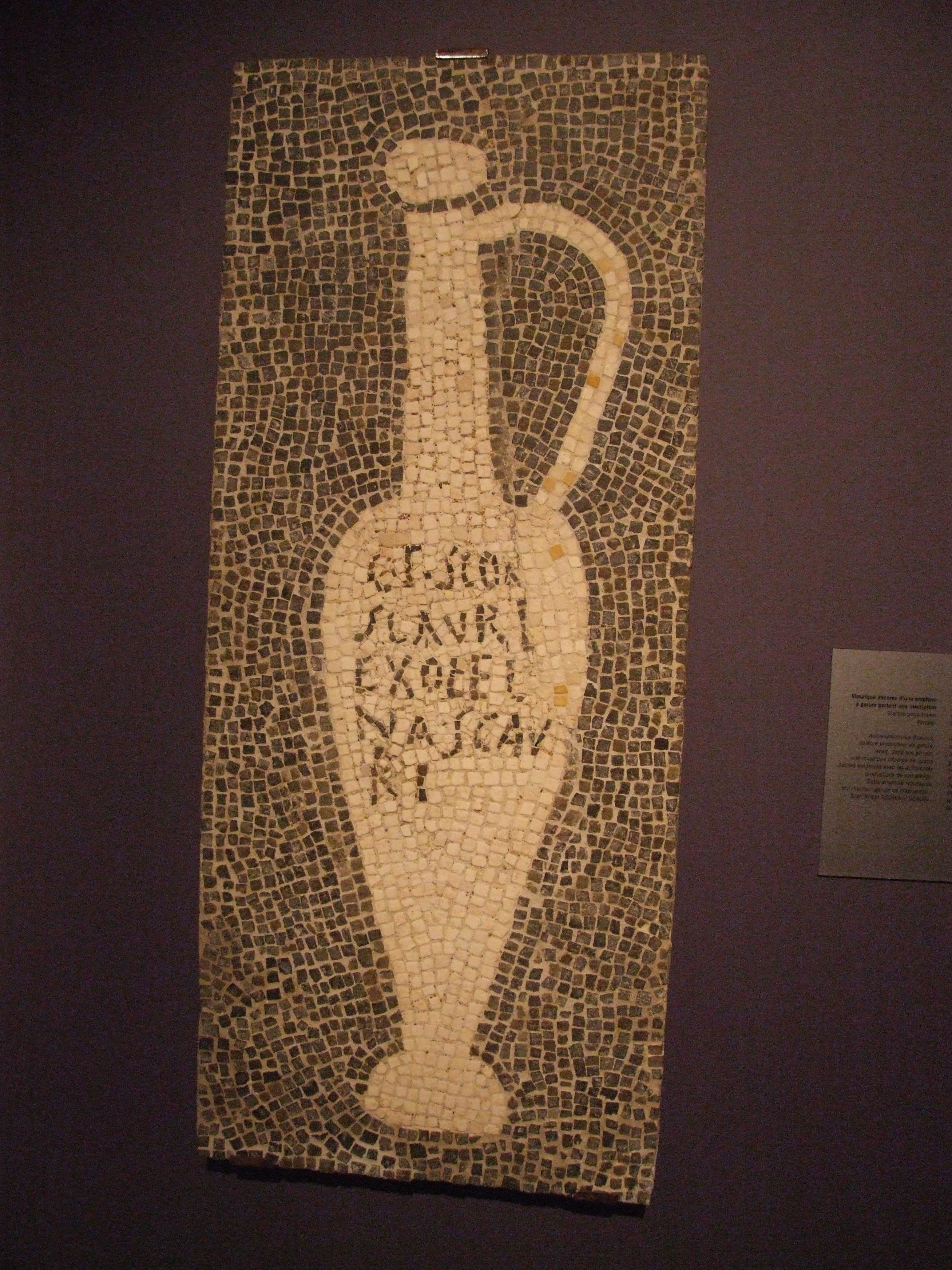
Zwart-wit mozaïek uit het huis van Aulus Umbricius Scaurus, Pompeii; G(ari) F(los) SCAM(bri) SCAURI EX OFFI(ci)NA SCAURI: Eersteklas makreelgarum van Scaurus, uit de fabriek van Scaurus

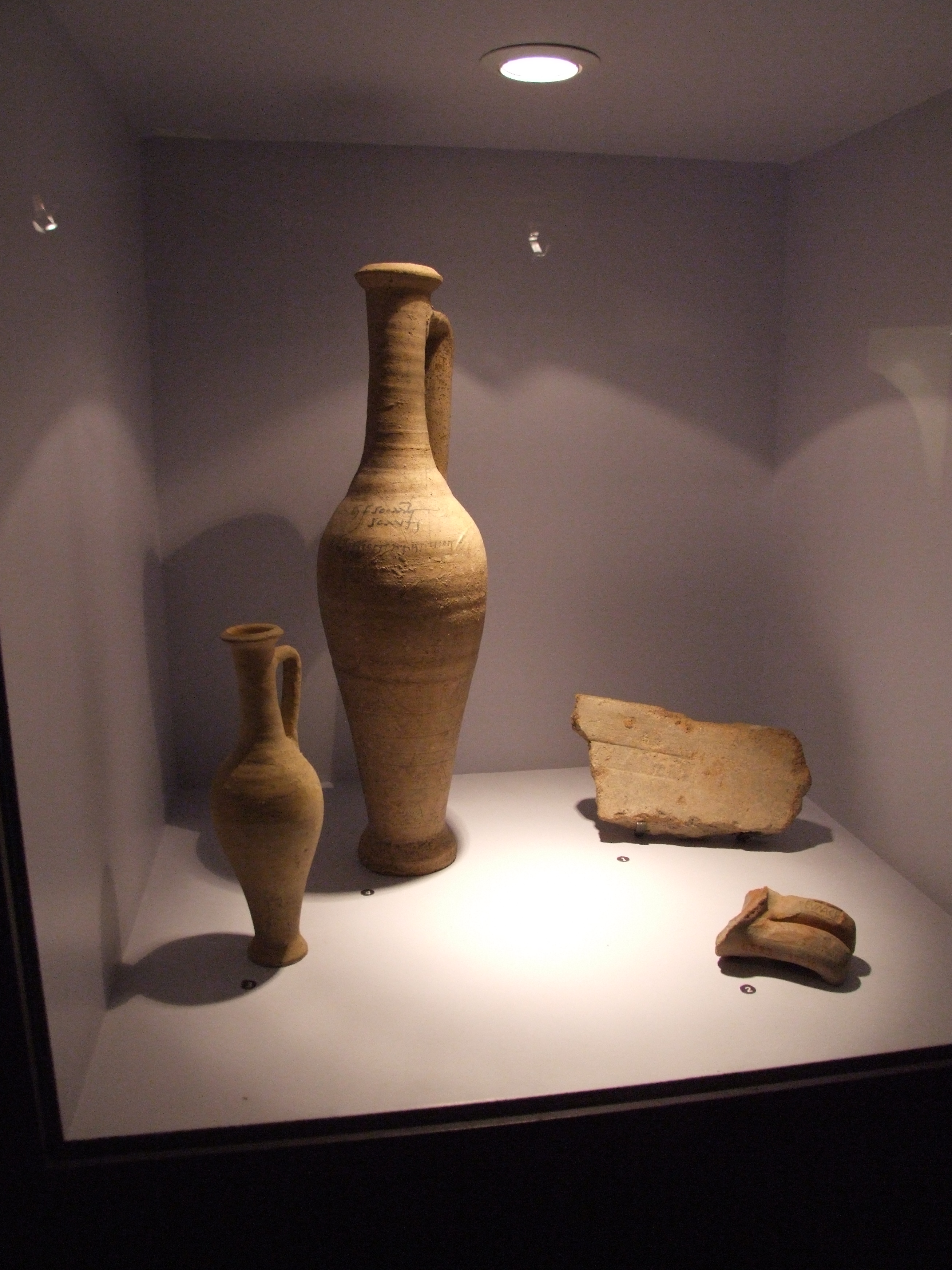
Garumkruiken, Pompeii

Garum, garon of liquamen is vissaus die door de Romeinen werd gebruikt. Garum werd veel door de Romeinen gebruikt, wat blijkt uit het feit dat het vaak als ingrediënt in de recepten van het Romeinse kookboek van Apicius wordt genoemd. De saus werd gemaakt door (delen van) vissen 2 tot 3 maanden te laten fermenteren onder toevoeging van zout en kruiden. De smaak zou umami zijn geweest, samen met het zout uit de bereiding.

## De naam
De naam van de vissaus is ontleend aan het Griekse woord γάρος gáros of γάρον gáron, dat pekel, de vissaus of ook de vis kon aanduiden die voor de bereiding van een saus werd gebruikt.
Garum zou dan ook afkomstig zijn uit de Griekse of Phoenicische keuken.

## Recepten uit de oudheid
In het algemeen werd garum gemaakt door pekel (muria) toe te voegen aan kleine vissen of ingewanden van vissen die men 2 à 3 maanden liet gisten en inweken. Het bezinksel, dat oorspronkelijk aan slaven te eten werd gegeven, maar later ook een delicatesse was, werd allec genoemd. De vloeibare saus heette liquamen. Het eindproduct zag eruit als oude honingwijn.
De bereidingswijze van garum wordt onder andere beschreven door Manilius en Gargilius Martialis, maar de meest uitgebreide beschrijving komt uit de Geoponica, een tiende-eeuwse Griekstalige compilatie van vroegere geschriften over landbouw. Volgens dit geschrift moet men zout toevoegen (in de verhouding 1:8) aan de ingewanden van kleine vissen als harder, sprot of ansjovis. Dit moet men gedurende enkele maanden in de zon laten gisten en inweken. De liquamen wordt vervolgens afgegoten. Ook een snellere bereidingswijze wordt beschreven: vis koken in sterke pekel, oregano toevoegen en de saus afgieten. Het beste garum zou men maken van de ingewanden van tonijn, samen met bloed, sap en kieuwen. Dit moet men zouten en ten hoogste twee maanden laten gisten. Eventueel kunnen wijn en kruiden worden toegevoegd.
Volgens Plinius de Oudere (Nat. Hist. XXXI, 93 e.v.) en Martialis (XIII, 102) was de beste vissaus het garum van makreel (scomber) dat werd gemaakt in Carthago Nova (het Spaanse Cartagena) en garum sociorum (‘vissaus van de bondgenoten’) werd genoemd.

## Ingrediënten
Uit onderzoek naar de garum in oude amforen in een vissauswinkel in Pompei bleek in 2019 dat saus soms gebaseerd was op de soort Spicara smaris, een kleine zeevis met een lengte van maximaal 20 cm. Ook werd garum gevonden op basis van ansjovis en picarel. Garum met de naam garum sociorum werd gemaakt van makreel. Tonijn werd ook gebruikt. Voor joden was er een kosjere variant, garum castum, die dan geen schaal- of schelpdieren bevatte.
De hele vis kon gebruikt worden, maar ook delen, zoals de ingewanden, het bloed, of de kiewen, die als bijproduct overbleven bij het zouten van vis.

## Gebruik in saus
Garum schijnt gewoon op tafel te hebben gestaan, maar het werd ook gebruikt in sauzen. Een wijnsaus met garum werd oenogarum genoemd. Een zure saus met azijn heette oxygarum, vermengd met olie oleagarum. Ook werd het met water gemengd (hydrogarum).

## Garumfabrieken
Veel garumfabrieken lagen aan de zuidkust van het Iberisch schiereiland, mogelijkerwijze omdat daar grote scholen tonijn en makreel vanaf de Straat van Gibraltar passeerden. Een Spaanse fabriek is gevonden in Baelo Claudia. De fabrieken lagen aan de kust, omdat er voor de productie verse vis nodig was. De fabrieken hadden allerlei bakken en vaten waarin de saus kon fermenteren. Deze stonden in de zon gezet, omdat het voor de fermentatie warm moest zijn. De vaten waren soms uitgehakt in de rots en waren van binnen bekleed met opus signinum, om ze lekdicht te maken.
Als de garum klaar was, werd het gezeefd en in amforen gedaan. Deze werden vervoerd naar alle delen van het Romeinse rijk. Zo is een amfoor met garum aangetroffen op het Kops Plateau bij Nijmegen. Ook bij de Muur van Hadrianus zijn garum amforen gevonden, mogelijk bedoeld voor de Romeinse soldaten die daar gelegerd waren.
Wegens de stank lagen de fabrieken doorgaans een stuk buiten de stad. Voorbeelden zijn bewaard gebleven in Baelo Claudia en Almuñécar (Sexi Firmum Julium in de Romeinse tijd), aan de kust van Andalusië. De grootste fabriek voor garum bevond zich in Lixus in noordwest Marokko bij de Atlantische kust. Ook andere plaatsen zoals Clazomenae, Leptis Magna en Pompeï worden genoemd als productieplaatsen. In Pompeii zijn vele kruiken (urceii) teruggevonden die werden gebruikt voor het vervoer van het garum. Ook is daar de garumwinkel van Aulus Umbricius Scaurus teruggevonden.

## Gezondheid
Garum bevatte mogelijk eitjes van vislintworm. Door het eten van garum kwamen deze eitjes in de darmen van de Romeinen terecht, die daardoor veel last hadden van deze lintwormen.
Door de Romeinen werd garum gezien als een medicijn voor diverse ziekten.

## Moderne vormen van gefermenteerde vis
- Colatura di alici, een Italiaanse vissaus gebaseerd op ansjovis, die gemaakt wordt in Cetara.
- Hákarl - gefermenteerde Groenlandse haai die o.a. rond IJsland gevangen wordt.
- Kæst skata - gefermenteerde vleet (uit de familie van de rog). Ruikt en smaakt naar ammoniak.
- Nam Pla uit Thailand
- Nuoc Mam uit Vietnam

## Voetnoten
1. 1 2 3 4 5  Lewis, C.T. & Short, C. (1879). A Latin dictionary founded on Andrews' edition of Freund's Latin dictionary. Oxford: Clarendon Press.
2. ↑  Wageningen, J. van & Muller, F. (1921). Latijnsch woordenboek. (3de druk). Groningen/Den Haag: J.B. Wolters’ Uitgevers-Maatschappij
3. 1 2 3 4 5 6  Garum: dé Romeinse smaakmaker uit zee. Historisch Nieuwsblad. Gearchiveerd op 30 mei 2019. Geraadpleegd op 30 mei 2019.
4. 1 2 3  Muller, F. (1932). Grieksch woordenboek. (3de druk). Groningen/Den Haag/Batavia: J.B. Wolters’ Uitgevers-Maatschappij N.V.
5. 1 2  Liddell, H.G. & Scott, R. (1940). A Greek-English Lexicon. revised and augmented throughout by Sir Henry Stuart Jones. with the assistance of. Roderick McKenzie. Oxford: Clarendon Press.
6. 1 2 3 4 5 6 7  Funky Fish Guts Were the Ketchup of Ancient Rome. National Geographic (19 januari 2018). Geraadpleegd op 30 mei 2019.
7. 1 2 3  Manon, Garum: Dé Romeinse smaakmaker uit zee. eetverleden (25 april 2016). Gearchiveerd op 30 mei 2019. Geraadpleegd op 30 mei 2019.
8. 1 2  Er zat vooral vrouwtjesvis in Romeinse vissaus. NRC. Gearchiveerd op 9 juni 2019. Geraadpleegd op 30 mei 2019.
9. 1 2  Garum. penelope.uchicago.edu. Gearchiveerd op 12 juli 2023. Geraadpleegd op 30 mei 2019.
10. ↑  Frisse jongens, die Romeinen. NRC. Gearchiveerd op 25 oktober 2020. Geraadpleegd op 30 mei 2019.